# District de Prades
Le district de Prades est une ancienne division territoriale française du département des Pyrénées-Orientales de 1790 à 1795.

## Subdivisions
Le district de Prades était composé en 1790 des dix cantons suivants :
- Le canton de Prades, comprenant les douze municipalités suivantes : Catllar[C 1], Clara[C 2], Codalet[C 3], Comes[C 4], Eus[C 5], Les Horts[C 6], Los Masos[C 7], Prades[C 8], Ria[C 9], Sirach[C 10], Taurinya[C 11] et Villerach[C 12] ;
- Le canton d'Angoustrine, comprenant les douze municipalités suivantes[1] : Angoustrine, Caldégas, Dorres, Égat, Enveitg, Hix, Latour-de-Carol, Odeillo, Palau, Targasonne, Ur  et Villeneuve-des-Escaldes ;
- Le canton de Formiguères, comprenant les six municipalités suivantes : Les Angles[C 13], Fontrabiouse[C 14], Formiguères[C 15], Matemale[C 16], Puyvalador[C 17] et Réal[C 18] ;
- Le canton d'Ille[C 19], comprenant les huit municipalités suivantes : Boule-d'Amont[C 20], Bouleternère[C 21], Casefabre[C 22], Ille[C 23], Prunet-et-Belpuig[C 24], Rodès[C 25], Saint-Michel-de-Llotes[C 26] et Serrabonne[C 27] ;
- Le canton de Molitg ;
- Le canton de Montlibre, comprenant les douze municipalités suivantes : Bolquère[C 28], La Cabanasse[C 29], Caudiès[C 30], Cortals[C 31], Fontpédrouse[C 32], La Llagonne[C 33], Mont-Libre[C 34], La Perche[C 35], Planès[C 36], Prats-Saint-Thomas[C 37], Saint-Pierre-dels-Forcats[C 38] et Sauto[C 39] ;

- Le canton d'Olette, comprenant les dix-sept municipalités suivantes : Ayguatébia[C 40], Canaveilles[C 41], En[C 42], Évol[C 43], Jujols[C 44], Llar[C 45], Marians[C 46], Nyer[C 47], Olette[C 48], Oreilla[C 49], Railleu[C 50], Sansa[C 51], Serdinya[C 52], Souanyas[C 53], Talau[C 54], Thuès-Dellar[C 55] et Thuès-Entre-Valls[C 56] ;
- Le canton de Saillagouse, comprenant les douze municipalités suivantes : Bajande[C 57], Err[C 58], Estavar[C 59], Eyne[C 60], Llo[C 61], Nahuja[C 62], Osséja[C 63], Ro[C 64], Saillagouse[C 65], Sainte-Léocadie[C 66], Vedrinyans[C 67] et Via[C 68] ;
- Le canton de Sournia, comprenant les neuf municipalités suivantes : Campoussy[C 69], Felluns[C 70], Pézilla[C 71], Prats[C 72], Rabouillet[C 73], Sournia[C 74], Trévillach[C 75], Trilla[C 76] et Le Vivier[C 77] ;

- Le canton de Vinça, comprenant les treize municipalités suivantes : Arboussols[C 78], Baillestavy[C 79], Espira[C 80], Estoher[C 81], Finestret[C 82], Glorianes[C 83], Joch[C 84], Marcevol[C 85], Marquixanes[C 86], Rigarda[C 87], Tarerach[C 88], Valmanya[C 89] et Vinça[C 90].

En 1793, le canton de Molitg est supprimé et de nouveaux cantons sont créés :
- Le canton de Corneilla, comprenant les douze municipalités suivantes : Aytua[C 91], Casteil[C 92], Corneilla[C 93], Escaro[C 94], Fillols[C 95], Fuilla[C 96], Mantet[C 97], Py[C 98], Sahorre[C 99], Touren[C 100], Vernet[C 101] et Villefranche[C 102] ;
- Le canton de Mosset, comprenant les six municipalités suivantes : Campôme[C 103], Conat[C 104], Molitg[C 105], Mosset[C 106], Nohèdes[C 107] et Urbanya[C 108] ;

La même année, le canton d'Angoustrine est renommé en canton d'Ur du fait de son changement de chef-lieu, comprenant les douze municipalités suivantes : Angoustrine, Caldégas, Dorres, Égat, Enveitg, Hix, Latour-de-Carol, Odeillo, Palau, Targasonne, Ur et Villeneuve-des-Escaldes.